# Championnats de France de patinage artistique 2022
Navigation
Championnats de France 2021 Championnats de France 2023
Les championnats de France de patinage artistique 2022 ont lieu du 16 au 18 décembre 2021 à la patinoire de Cergy-Pontoise.
Les championnats accueillent le patinage artistique, la danse sur glace et le patinage synchronisé. Les championnats de France de ballet sur glace et de patinage de vitesse sur piste courte sont aussi organisés en même temps.

## Faits marquants
- La sextuple championne de France Maé-Bérénice Méité est forfait pour ses deuxièmes championnats nationaux consécutifs.

- Le patineur monégasque Davide Lewton-Brain est invité pour la quatrième fois à participer à la compétition masculine, après les éditions 2018, 2019 et 2021.

- Les danseurs sur glace Gabriella Papadakis et Guillaume Cizeron remportent leur septième titre national.

- Les danseurs sur glace Marie-Jade Lauriault et Romain Le Gac ont fait le choix de ne plus représenter la France aux compétitions internationales ; ils patinent désormais pour le Canada.

## Podiums
| Épreuves                            | Or                                      | Argent                                | Bronze                             |
| Messieurs résultats détaillés       | Kevin Aymoz                             | Adam Siao Him Fa                      | Luc Economides                     |
| Dames résultats détaillés           | Léa Serna                               | Lorine Schild                         | Lola Ghozali                       |
| Couples résultats détaillés         | Camille Mendoza / Pavel Kovalev         | Coline Keriven / Noël-Antoine Pierre  | -                                  |
| Danse sur glace résultats détaillés | Gabriella Papadakis / Guillaume Cizeron | Evgeniia Lopareva / Geoffrey Brissaud | Loicia Demougeot / Théo Le Mercier |

## Résultats

### Messieurs
| Rang | Nom                 | Points | Programme court | Programme court | Programme libre | Programme libre |
| ---- | ------------------- | ------ | --------------- | --------------- | --------------- | --------------- |
| 1    | Kevin Aymoz         | 277.64 | 2               | 86.57           | 1               | 191.07          |
| 2    | Adam Siao Him Fa    | 257.68 | 1               | 95.31           | 2               | 162.37          |
| 3    | Luc Economides      | 229.79 | 3               | 84.10           | 3               | 145.69          |
| 4    | Romain Ponsart      | 228.05 | 4               | 82.68           | 4               | 145.37          |
|      | Davide Lewton-Brain | 188.93 | 5               | 69.20           | 7               | 119.73          |
| 5    | François Pitot      | 188.73 | 12              | 53.89           | 5               | 134.84          |
| 6    | Adrien Tesson       | 179.32 | 11              | 58.40           | 6               | 120.92          |
| 7    | Landry Le May       | 178.79 | 9               | 61.56           | 8               | 117.23          |
| 8    | Yann Frechon        | 177.54 | 6               | 63.59           | 9               | 113.95          |
| 9    | Samy Hammi          | 175.11 | 10              | 61.50           | 10              | 113.61          |
| 10   | Xavier Vauclin      | 174.02 | 7               | 63.33           | 11              | 110.69          |
| 11   | Ian Vauclin         | 172.96 | 8               | 62.70           | 12              | 110.26          |

### Dames
| Rang    | Nom                | Points | Programme court | Programme court | Programme libre | Programme libre |
| ------- | ------------------ | ------ | --------------- | --------------- | --------------- | --------------- |
| 1       | Léa Serna          | 181.01 | 1               | 62.13           | 1               | 118.88          |
| 2       | Lorine Schild      | 171.97 | 3               | 55.55           | 2               | 116.42          |
| 3       | Lola Ghozali       | 159.20 | 2               | 57.26           | 3               | 101.94          |
| 4       | Maïa Mazzara       | 151.68 | 5               | 53.12           | 4               | 98.56           |
| 5       | Eve Dubecq         | 142.79 | 6               | 47.40           | 5               | 95.39           |
| 6       | Julie Froetscher   | 132.20 | 4               | 55.04           | 6               | 77.16           |
| Forfait | Maé-Bérénice Méité |        |                 |                 |                 |                 |

### Couples
| Rang | Nom                                  | Points | Programme court | Programme court | Programme libre | Programme libre |
| ---- | ------------------------------------ | ------ | --------------- | --------------- | --------------- | --------------- |
| 1    | Camille Mendoza / Pavel Kovalev      | 157.49 | 1               | 54.67           | 1               | 102.82          |
| 2    | Coline Keriven / Noël-Antoine Pierre | 144.52 | 2               | 48.08           | 2               | 96.44           |

### Danse sur glace
| Rang | Nom                                     | Points | Danse rythmique | Danse rythmique | Danse libre | Danse libre |
| ---- | --------------------------------------- | ------ | --------------- | --------------- | ----------- | ----------- |
| 1    | Gabriella Papadakis / Guillaume Cizeron | 226.96 | 1               | 94.48           | 1           | 132.48      |
| 2    | Evgeniia Lopareva / Geoffrey Brissaud   | 195.92 | 2               | 76.64           | 2           | 119.28      |
| 3    | Loicia Demougeot / Théo Le Mercier      | 176.30 | 3               | 71.94           | 4           | 104.36      |
| 4    | Marie Dupayage / Thomas Nabais          | 174.28 | 4               | 67.40           | 3           | 106.88      |
| 5    | Natacha Lagouge / Arnaud Caffa          | 162.37 | 5               | 64.69           | 5           | 97.68       |
| 6    | Lou Terreaux / Noé Perron               | 142.35 | 6               | 59.43           | 6           | 82.92       |

## Source
Résultats des championnats de France 2022 sur le site csndg.org